# Odette Filippone
Odette Filippone (Etterbeek, 11 augustus 1927 - Elsene, 8 augustus 2002) was een Belgische architecte. Zij bouwde hoofdzakelijk in de Brusselse periferie landhuizen en flatgebouwen in een modernistische stijl.

## Biografie
Filippone was een der eerste vrouwelijke architecten, afgestudeerd aan het Hoger Instituut voor Architectuur La Cambre te Brussel. In 1950 behaalde ze haar diploma, terwijl ze actief was in het atelier van Jean De Ligne.
Ze trad in het huwelijk met architect Jean-Pierre Blondel die net zoals zij gestudeerd had in La Cambre. Uit dat huwelijk werd onder meer de zoon Pierre Blondel geboren die hetzelfde beroep koos als zijn ouders. 
Odette Filippone werkte autonoom tot 1953. Vanaf dan engageerde ze zich met haar echtgenoot en met Lucien Jacques Baucher in het bureau "Baucher-Blondel-Filippone". Ze werkte kort na de Tweede Wereldoorlog, tijdens een episode waarin de vraag naar nieuwe gebouwen groot was.
Voor de Wereldtentoonstelling van Brussel in 1958 ontwikkelde ze samen met René Sarger en met haar twee compagnons het paviljoen "Marie Thumas" .
Vanaf 1964 werd het drieledige collectief ontbonden en bouwde elk van de leden volgens een meer persoonlijke visie en stijl. Niettemin werkte ze nog bij herhaling samen met haar echtgenoot.

## Oeuvre(selectie)
- 1951: Elsene, Jules Lejeunestraat 27. Woning in modernistische stijl, met gelijkvloers en drie verdiepingen. Anno 2017 in gebruik als ambassade van Sri Lanka.
- 1951-1953: Sint-Genesius-Rode, Jonetlaan 9 & 11. Villa Darras. Twee aan elkaar gebouwde villa's in modernistische stijl, onder hetzelfde dak. Dit waren de eerste woningen, samen ontworpen door het echtpaar Blondel-Filippone. Huisnummer 9, in 1953 voltooid, bleef gedurende vijftig jaren, tot 2003, de gemeenschappelijke woning van het architectengezin Bondel-Fillipone.
- 1956: Hoeilaart, Rozelaarlaan 16. Villa (in samenwerking met L.-J. Baucher en J.-P. Blondel). Thans gerenoveerd.
- 1957-1958: Sint-Genesius-Rode, Kleine Verbindingslaan 15. Villa Blondel-Bricoult (in samenwerking met L.-J. Baucher en J.-P. Blondel). Modernistisch landhuis, gelegen op een hellend vlak. Sinds 2003 enkele keren vergroot door andere bouwmeesters.
- 1957-1959: Linkebeek, Heidedreef 44. Villa Decourrière (in samenwerking met L.-J. Baucher en J.-P. Blondel). Villa in modernistische stijl, gebouwd op een hellend vlak.
- 1962-1965: Brussel, Louizalaan 477-485. Residentie Vincennes. Modernistisch gebouw met appartementen en kantoren. Handelsruimten op de gelijkvloerse verdieping. Twaalf verdiepingen. Breedte van de gevel: 40 meter (in samenwerking met L.-J. Baucher en J.-P. Blondel).
- 1963-1966: Hoeilaart, Charles Melottestraat 22. Vrijstaande woning (in samenwerking met L.-J. Baucher en J.-P. Blondel), inmiddels gerenoveerd en gewijzigd.
- 1964-1967: Sint-Genesius-Rode, Kleine Verbindingslaan 17. Villa Claude Blondel (laatste werk van het drieledige collectief Baucher-Blondel-Filippone). Kleine villa in modernistische stijl, ingewerkt in het hellend terrein.
- 1965: Linkebeek, Kommandant Romain Marissaldreef 22. Modernistische villa (in samenwerking met J.-P. Blondel).
- 1966-1971: Sint-Genesius-Rode, Champellaan 27. Villa Colinet, gebouwd op een hellend terrein.
- 1968: Ukkel, Langeveldstraat 49. Appartementsgebouw "Les Terrasses" (in samenwerking met J.-P. Blondel).
- 1968-1973: Louvain-la-Neuve. Oprichting van verscheidene woningen voor de bouw van de nieuwe stad "Louvain-la-Neuve" (in samenwerking met architect J.-P. Blondel, Robert Courtois en Jean Wynen binnen de Groep U.A.).
- 1977-1978: Sint-Genesius-Rode, Maria Louisalaan 17. Villa Bosmans: in samenwerking met J.-P. Blondel. Aan deze woning werd in het recente verleden een bijkomende verdieping toegevoegd.
- 1984: Ukkel, Wilderoselaarslaan 14c. Villa (in samenwerking met L.-J. Baucher en J.-P. Blondel).
- 1985: Ukkel, Sterrenwachtlaan 35. Appartementsgebouw in samenwerking met J.-P. Blondel.

- Gemeinsame Normdatei: 1033998222
- International Standard Name Identifier: 0000 0004 0224 0112
- Library of Congress Control Number: no2013045575
- Système universitaire de documentation: 168200279
- Virtual International Authority File: 297731399
- WorldCat: E39PBJq749cRH79wH6rFKwG8md